# Kuh-e Bandaka
Kuh-e Bandaka (paixtu: کوه بندکا) o Kohe Bandaka, Koh-i Bandaka, Bandako, o incorrectament Koh-i-Bandakor) és un dels cims més alts de la serralada de l'Hindu Kush. S'eleva fins als 6.812 msnm i es troba al nord de l'Afganistan, al nord-est de Kabul i a l'oest de Chitral. Es troba separat del cor de l'Hindu Kush per una collada relativament baixa i és el cim més alt de l'Afganistan situat totalment dins les fronteres, alhora que n'és el que presenta una major prominència.

## Ascensions
El 22 de setembre de 1960 la segona expedició alemanya que visità l'Hindu Kush en va fer la primera ascensió. Els membres de l'expedició eren Wolfgang von Hansemann, Dietrich Hasse, Siegbert Heine i Johannes Winkler, tots de Berlín Occidental, i tots van fer el cim. Van establir quatre camps d'altura, amb el camp base a la Vall de Dare-Sachi, a uns 4.100 msnm. L'expedició va fer nombroses primeres ascensions a la Vall de Pagar de l'Hindu Kush, així com observacions meteorològiques i geològiques i croquis de la zona.
Des d'aleshores hi ha hagut més de quinze ascensos, a través de nombroses rutes, però des de 1977 no hi ha documentada cap nova ascensió.